# Wiktor Zbyszewski
Wiktor Adam Zbyszewski herbu Topór (ur. 9 czerwca 1818 w Zatwarnicy, zm. 27 grudnia 1896 w Rzeszowie) – doktor praw, adwokat krajowy, burmistrz Rzeszowa.

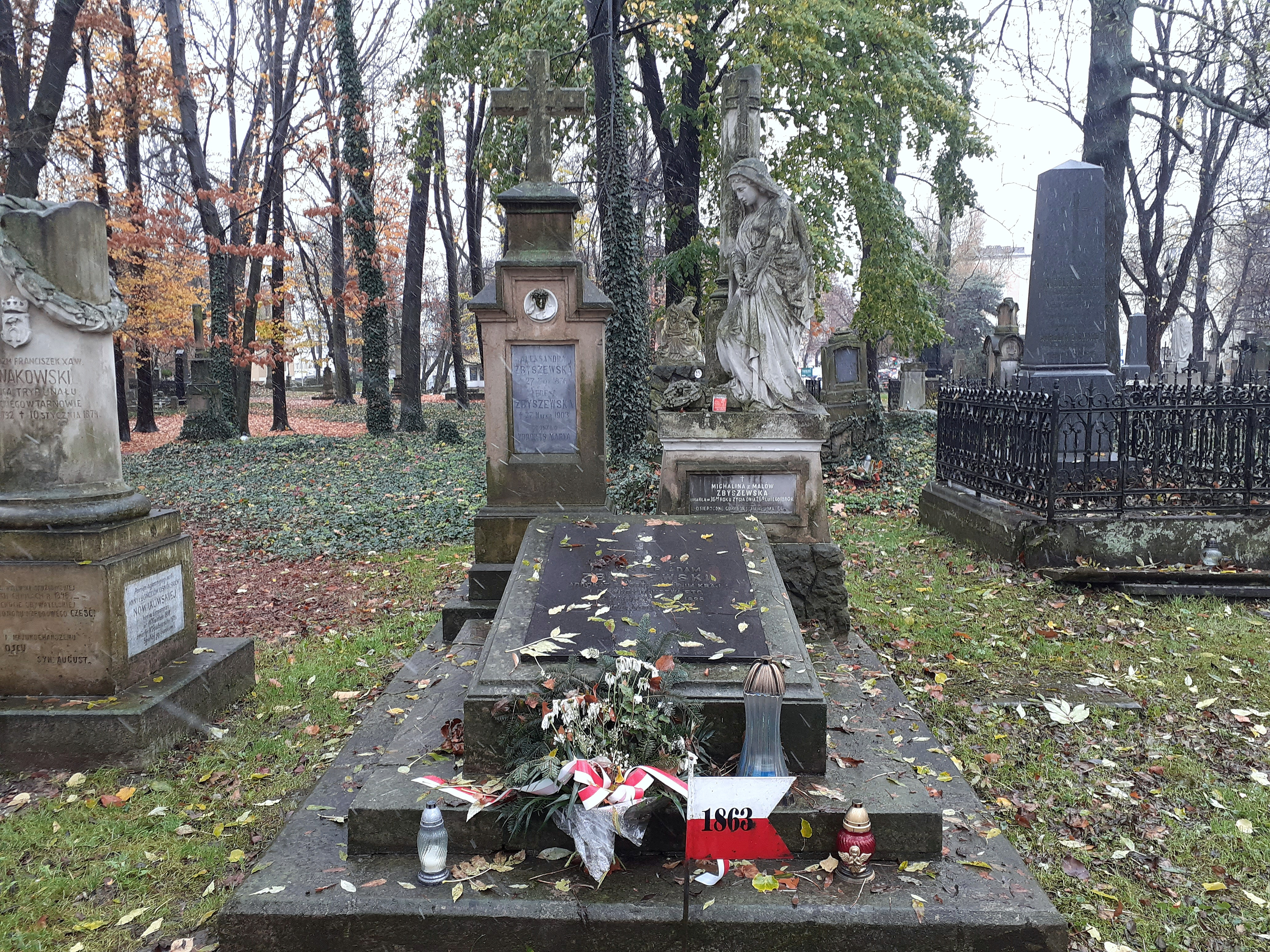
Grobowiec rodzinny Wiktora Zbyszewskiego

## Życiorys
Uczył się w Przemyślu i Sanoku, studia ukończył na Uniwersytecie Lwowskim z wyróżnieniem. Tuż po tym poświęcił się pracy w roli adwokata. Brał udział w zrywie narodowym w 1848 we Lwowie, był w delegacji domagającej się zwiększenia praw Polaków w Galicji. W tym samym roku wraz z delegacją udał się do Wiednia, aby przedstawić swoje racje cesarzowi Franciszkowi Józefowi I. W 1851 został adwokatem miasta Lwowa. Po reformie sądownictwa i zrzeczeniu się funkcji adwokata lwowskiego zamieszkał w Rzeszowie. Był założycielem Kasy Oszczędnościowej (3. w Galicji).
W czasie powstania styczniowego został mianowany konspiracyjnym komisarzem wojennym obwodu rzeszowskiego. Szybko aresztowany i wtrącony do więzienia na zamku. Na mocy powszechnej amnestii wypuszczony na wolność. Po odzyskaniu wolności założył garbarnię. Był cenzorem Banku Austriacko-Węgierskiego, prezesem Towarzystwa Kasynowego i Opieki nad Dziećmi. Inicjator założenia Towarzystwa Gimnastycznego „Sokół”. Wchodził w skład komitetów budujących pomniki: Powstańców Styczniowych (Stary Cmentarz), Tadeusza Kościuszki (Stary Rynek, do śmierci był przewodniczącym komitetu, jego miejsce zajął Ignacy Kinel) i Adama Mickiewicza (obecnie ulica Adama Mickiewicza). W 1872 Zbyszewski i Als założyli Koło Prawników Rzeszowskich. W późniejszym czasie przewodniczący Izby Adwokackiej w Krakowie. W latach 1861–1869 był posłem do Sejmu Krajowego Galicji w czasie I i II kadencji reprezentując III kurię okręg Rzeszów. Ponownie z tego samego okręgu posłował  w czasie VI kadencji w latach 1889-1895. W latach 1887–1890 naczelnik miasta Rzeszowa. Był współwłaścicielem „Dziennika Polskiego” i „Kuryera Rzeszowskiego”. Został pochowany na Starym Cmentarzu w Rzeszowie.